# 国鉄UT1形コンテナ

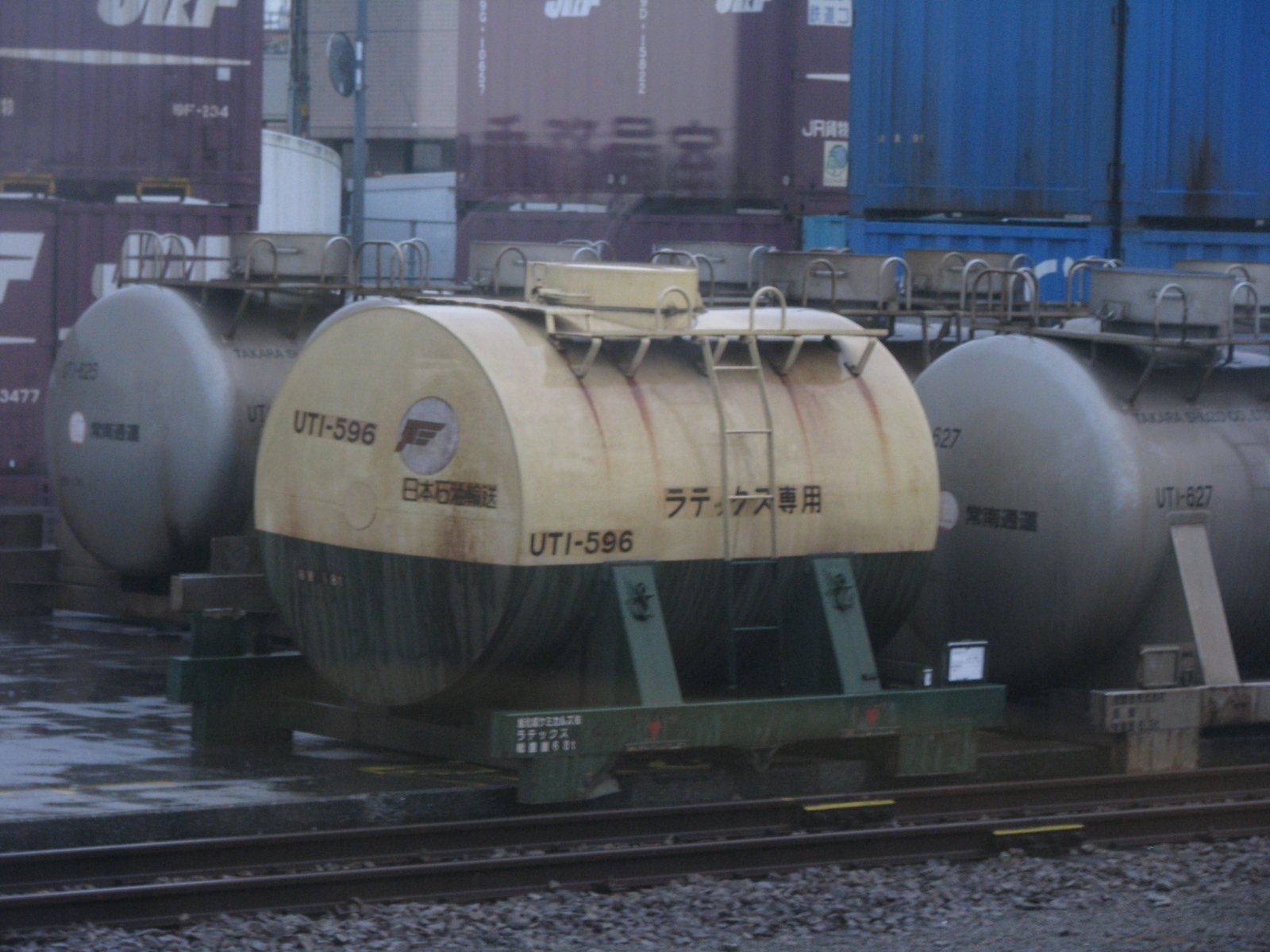
UT1-596（2008年12月13日撮影）

国鉄UT1形コンテナ（こくてつUT1がたコンテナ）は、日本国有鉄道（国鉄）およびその業務を継承した日本貨物鉄道（JR貨物）に籍を有する、全長10 ftまたは12 ft（約3.6 m）の鉄道私有コンテナ（タンクコンテナ）である。
国際的なタンクコンテナ内容物は、液体又は気体類、ホッパコンテナ内容物は、粉末又は粒状物であるが日本では、粉末又は粒状物専用のタンクコンテナも多数存在している。本コンテナも内容物に粉末又は粒状品も存在するが全て「タンクコンテナ」の名称で統一されている。

## 概要
もっとも古いものは、1970年（昭和45年）に製造され、国鉄時代から使用されていた。各自の積載物や、構造の多様化によるバラつきはあるが、自重は約1.8 t、荷重は約5 tのタイプが標準的な仕様である。それまでタンク車によって行われてきた、通常品扱い（いわゆる非危険物）となる液体や粉体の輸送を置き換える形でその数を増やしていき、鉱油 ・ 液体状の化学薬品 ・ 粉状の化成品 ・ 冷媒用のフロンガスはもちろん、食用油 ・ 味液 ・ 水飴 ・ 酒 ・ 牛乳といった食料品（の原料）の輸送にも用いられる。荷役時は、貨物駅ではフォークリフトのみを使用し、所有者又は顧客先ではフォークリフト使用のほかに積荷を充填・荷出しする設備の関係で、クレーンを用いる場合も多々あり、そのための吊上げ用フックを備えたものも多数存在する。
タンク下部に排出管があるものは、タンク上部から入れた積荷を下ろす時に、外部から送られてくる圧縮空気の力で排出する「エアスライド」と呼ばれる荷役装置を備えたものである。一部を除き、サイコロ状の防護フレームが設けられていないため、同じコンテナ同士で二段積みにする事はできず、平面に1基ずつ並べるか箱形のコンテナの上に載せられている。

## 現況
1987年の国鉄分割民営化によりJR貨物に引き継がれた後も、多くの企業が液体の小口輸送用に使用しており、1987年2月の最終登録までの通算登録数は698個（1 - 648及び、1001 - 1050）余りになるが、製造されてから30年以上経過しているという点や、UT2C形などの後発コンテナの登場により、UT1形の中でも特に古い時代に製造されたものは淘汰され、2008年（平成20年）現在では総数が100を下回っているとされている。
また長期使用の事例として、2020年10月23日現在で、西大分駅構内のコンテナホム東南端側にある出口前の、5 tタンクコンテナ留置場を（鹿児島寄り側）ストリートビューで閲覧すると、2019年9月撮影の情報ではあるが、1978年11月に生まれたUT1-210のコンテナが現役状態で留置されている。つまり、誕生してから41年間も使われ続けている事例もある。（ただし、2000年前後期頃にほぼ新品状態に近い、外観取替えを含む大規模な更新工事を受けている。）

## 番台毎の概要【番号系列 001 - 648まで】

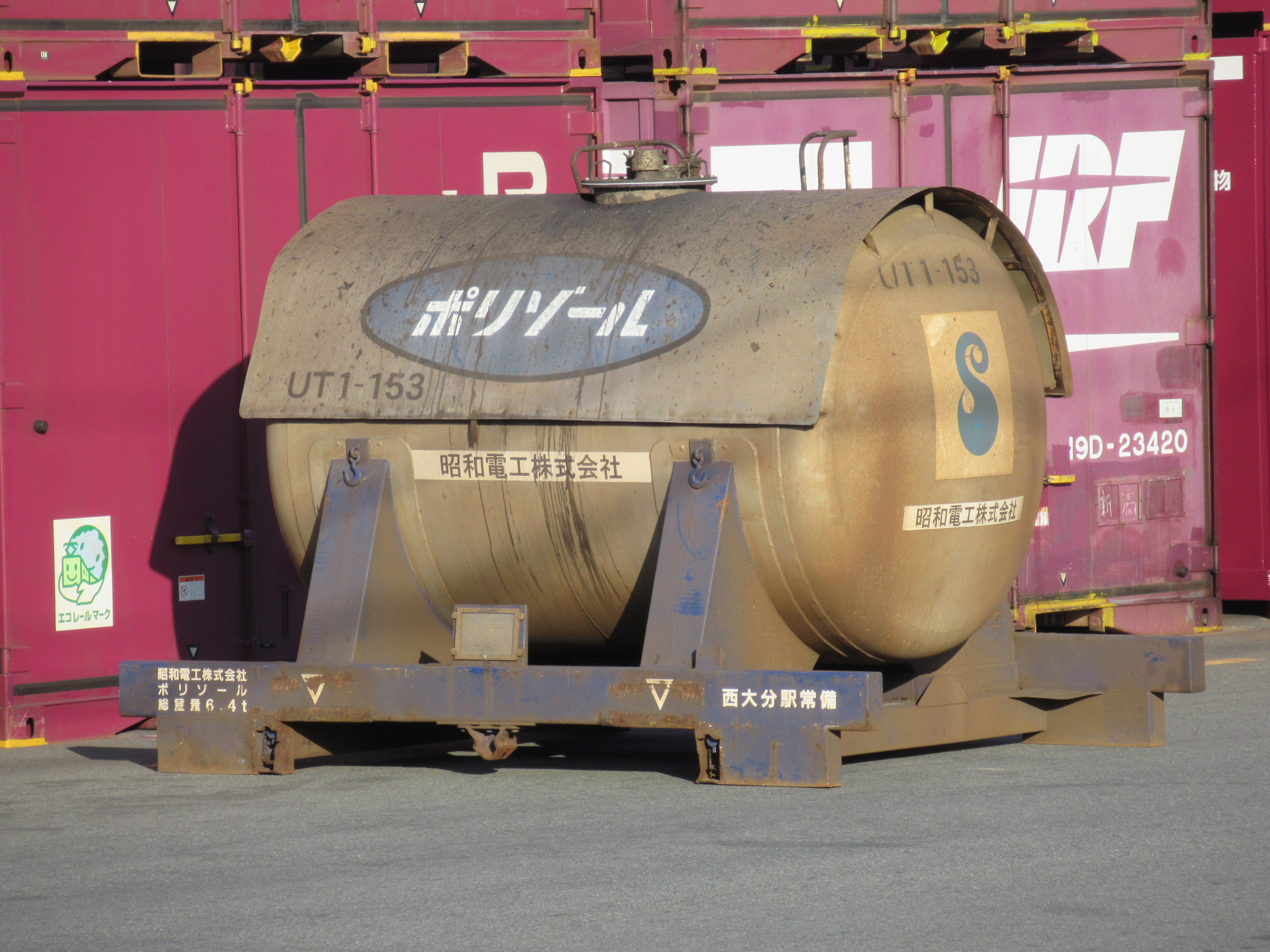
UT1-153

1 - 5、保土谷化学工業所有。 次亜塩素酸ソーダ専用。
6 - 15、山九所有(日本ゼオン借受)。 ラテックス専用。
↓
日本ゼオン所有。 ラテックス専用 → コンクリート混和剤専用。
↓
(14)、日本石油輸送所有(住友化学工業借受)。 スミレーズレジン専用。

16・17、日本石油輸送所有(住友化学工業借受)。 アルファナフチルアミン専用。
18、日本石油輸送所有(住友化学大分借受)。 オルトクロルニトロベンゼン専用。
19・20、日本石油輸送所有(住友化学大分借受)。 アルファナフチルアミン専用。
21、日本石油輸送所有(住友化学大分借受)。 オルトクロルニトロベンゼン専用。
22 - 24、日本石油輸送所有(住友化学大分借受)。 パラニトロトルエン専用。
25・26、日本化学飼料所有。 硬化油専用。
27・28、日本カーリット所有。 亜塩素酸ナトリウム専用。
29・30、帝国化工所有。 アルキルベンゼンスルフォン酸専用。
31 - 33、丸紅飯田所有。 ラテックス専用。
34 - 48、不二製油所有。 硬化油専用。
49・50、山九所有(新日鐵化学借受)。 合成ジフェニル専用。
51、パシフィックリース所有(旭硝子借受)。 メチレンクロライド専用。
52・53、参松工業所有。 水飴専用。
↓
(52・53)、ゴードー溶剤 → ゴードー所有。 水飴専用。

54 - 60、日本石油輸送所有(住友化学工業借受)。 フェノール類専用。
↓
(59) 日本石油輸送所有(中央理化工業借受)。 アクリルエマルジョン専用。

61 - 65、日本カーリット所有。 亜塩素酸ナトリウム専用。
66 - 68、日本石油輸送所有(サンノプコ借受)。 ステアリン酸ナトリウム専用。
69、日東化学工業所有。 脂肪アミン専用。
70、日本化学飼料所有。 飼料用牛脂専用。
71 - 77、日東化学工業所有。 アルキルベンゼンスルフォン酸専用。
78 - 80、長瀬産業所有(日東化学借受)。 アルキルベンゼンスルホン酸専用。
81 - 88、豊年製油所有。 尿素樹脂接着剤専用。
89、本町化学工業所有。 次亜塩素酸ソーダ専用。
90、和歌山精化工業所有。 ジアニシジソ塩酸塩液専用。
91・92、日本石油輸送所有(住友化学借受)。 フェノール専用。
↓
(91)、中央理化工業所有。 アクリルエマルジョン専用。

93・94、富士重工所有。 牛乳専用。
95 - 100、青森県経済連所有。 牛乳専用。
101・102、日本石油輸送所有(住友化学大分借受)。 パラニトロトルエン他
103 - 107、山九所有(日本ゼオン借受)。 ラテックス専用。
108、帝国化工所有。 アルキルベンゼンスルフォン水容酸専用。
109、日本化学飼料所有。 飼料用牛脂専用。
110、旭硝子所有。 塩化メチレン専用。
111・112、三井東圧化学所有。 ジフェニールオキサイド専用。
113 - 116、信越化学所有。 塩化メチレン専用。
117 - 121、日本石油輸送所有(住友化学大阪借受)。 パラクロルニトロベンゼン専用。
122、日本石油輸送所有(住友化学大阪借受)。 アルファナフチルアミン専用。
123、日本石油輸送所有(日本石油精製借受)。 パラフィンワックス専用。
124 - 133、山九所有(日本ゼオン借受)。 ラテックス専用。
134・135、長瀬産業所有(日本ユニトール借受)。 アルキルベンゼンスルフォン酸専用。
136 - 138、日曹マスタービルダーズ所有。 ポゾリス専用。
139、味の素所有。 Dソルビット液専用。
140、中国醸造所有。 味りん専用。
141、日本化学飼料所有。 硬化油専用。
142 - 149、日本モンサント所有。 塩化ビニル樹脂専用。
↓
(142 - 149)、三菱モンサント化成所有。 塩化ビニル樹脂専用。
↓
(142 - 149)、化成物流所有(三菱モンサント化成借受)。 塩化ビニル樹脂専用。

150・151、日本農産工業所有。 牛脂専用。
152 - 156、昭和高分子所有。 ポリゾール専用。
157 - 166、日本石油輸送所有(住友化学千葉借受)。 エチレン酢酸ビニル液専用。
↓
(162)、日本石油輸送所有(中央理化工業借受)。 アクリルエマルジョン専用。

167、 日本石油輸送所有(三菱化成借受)。 モノナトリウム塩酸専用。
↓
(167)、日本石油輸送所有(住友化学借受)。 H酸専用。

168・169、日本石油輸送所有(稲井善八商店借受)。 ラード専用。
170・171、日本食品化工所有。 液糖専用。
172 - 176、保土谷化学工業所有。 亜塩素酸ソーダ専用。
177 - 178、栗田所有。 重合リン酸塩液専用。
179、日本化学飼料所有。 硬化油専用。
180 - 202、日本石油輸送所有(住友ノーガタック → 住友ダウ借受)。 ラテックス専用。
↓
(182)、日本石油輸送所有(日本石油化学借受)。 皮革用加脂剤専用。
↓
(182)、日本石油輸送所有(日曹マスタービルダーズ借受)。 ポゾリス専用。
(189・190) 日本石油輸送所有( 三工 借受)。 塩化パラフィン専用。

203 - 207、日本通運所有(花王石鹸借受)。 脂肪酸専用。
208、本町化学所有。 次亜塩素酸ソーダ専用。
209 - 215、昭和高分子 → 昭和電工所有。 ポリゾール専用。
216 - 221、日通北海道所有(酒井皮革借受)。 ラード専用。
222・223、日本石油輸送所有(東邦化学借受)。 ラテックス専用。
224 - 227、旭硝子所有。 臭化リチウム水溶液専用。
228・229、昭和高分子所有。 ポリゾール専用。
230、日本触媒化学工業所有。 ポリエチレングリコール水溶液専用。
231・232、日本石油輸送所有(旭硝子借受)。 臭化リチウム水溶液専用。
233 - 235、日進食料工業所有。 液体調味料専用。
236 - 245、日本石油輸送所有(本州化学工業借受)。 ジフェニルアミン専用。
246 - 252、日本石油輸送所有(本州化学工業借受)。 ジフェニルアミン専用。
253 - 257、保土谷化学工業所有。 亜塩素酸ソーダ液専用。
258 - 267、日本石油輸送所有(三菱商事 | 日本NCR借受)。 感圧紙用原液専用。
↓
(258 - 265)、日本石油輸送所有(触媒化成)借受。 カタロイド専用。

268 - 271、牛乳リース所有(青森県経済連借受)。 牛乳専用。
272 - 274、日本石油輸送所有(日華化学工業借受)。 界面活性剤水溶液専用。
275 - 288、三菱鉱業セメント所有。 プロテックス専用。
↓
(275 - 288)、日曹マスタービルダーズ所有。 ポゾリス専用。
↓
(275 - 288)、日曹丸善ケミカル所有。 ポゾリス専用。
↓
(282・288)、日産化学工業所有。 コンクリート混和剤専用。

289・290、鶴見曹達所有。 塩化第二鉄液専用。
291・292、日本石油輸送所有(日本石油 → 新日本石油借受)。 パラフィンワックス専用。
293・294、昭和産業所有。 液状ブドウ糖専用。
295 - 302、日本ゼオン所有。 ラテックス専用。
↓
(299・301・302)、日本ゼオン所有。 コンクリート混和剤専用。

303 - 307、日本石油輸送所有(住友化学借受)。 エチレン酢酸ビニル液専用。
308 - 312、栗田所有。重合リン酸塩液専用。
313 - 315、日本石油輸送所有(住友化学借受)。 パラニトロトルエン専用。
316、日本石油輸送所有(住友化学借受)。 オルソニトロアニリン専用。
317 - 321、日本石油輸送所有(住友化学借受)。 オルソクロルニトロベンゼン専用。
322 - 325、日本石油輸送所有(住友化学借受)。 パラクロロニトロベンゼン専用。
326 - 329、日本石油輸送所有(住友化学借受)。 アルファナフチルアミン専用。
330 - 334、栗田所有。 重合リン酸塩液専用。
335 - 341、保土谷化学工業所有。 亜塩素酸ソーダ専用。
342 - 349、信越化学所有。 ポリ塩化ビニル専用。
350 - 352、栗田所有。 重合リン酸塩液専用。
353 - 357、日本石油輸送所有(住友化学借受)。 エチレン酢酸ビニル専用。
358・359、日本石油輸送所有(住友精化借受)。 塩化チオニール専用。
360 - 414、菱成産業所有。 塩化ビニル樹脂専用。
415・416、栗田所有。 重合リン酸塩液専用。
417 - 436、信越化学工業所有。 塩化ビニル樹脂専用。
437 - 440、森永乳業所有。 牛乳専用。
441、日本石油輸送所有(住友精化借受)。 塩化チオニール専用。
442 - 445、信越化学所有。 塩化ビニル樹脂専用。
446 - 448、日通商事所有(日本曹達借受)。 DMSO10%水溶液専用。
449 - 453、藤沢薬品 → エフ・ピー・ケー所有。 コンクリート混和剤専用。
454、日本石油輸送所有(住友精化借受)。 塩化チオニール専用。
455 - 495、信越化学所有。 塩化ビニル樹脂専用。
496、日本通運名古屋支店所有。 DMSO10%水溶液専用。
497 - 506、日本石油輸送所有(住友化学借受)。 エチレン酢酸ビニル専用。
507 - 511、日曹マスタービルダーズ所有。 ポゾリス専用。
512・513、日本石油輸送所有( 三工 → 味の素ファインテクノ借受)。 塩化パラフィン液専用。
514、日本通運中部支店所有。 SMSO10%水溶液専用。
515 - 518、日陸所有(呉羽化学借受)。 パークロロエチレン専用。
↓
(515・516)、日陸所有(呉羽化学借受)。 クロラール専用。

519・520、日本石油輸送所有( 三工 → 味の素ファインテクノ借受)。 液化パラフィン液専用。
521 - 526、ダイキン工業所有。 フロン11専用。
↓
(521・522)、ダイキン工業所有。 HCFC-141b専用。

527、日本石油輸送所有(旭硝子借受)。 臭化リチウム水溶液専用。
528 - 531、日本石油輸送所有(住友化学借受)。 TAB水溶液専用。
532 - 536、日本石油輸送所有(住友化学借受)。 エチレン酢酸ビニル液専用。
↓
(533)、日本石油輸送所有(ハイモ借受)。 ハイモロックDR専用。

537 - 542、日陸所有(味の素借受)。 アミノ酸専用。
↓
(542)、日本石油輸送所有(味の素借受)。 アミノ酸専用。

543 - 554、日本石油輸送所有(住友ノーガタック → 住友ダウ → 住化エイビーエス・ラテックス → 住化A&L → 日本A&L借受)。 ラテックス専用。
555 - 557、日本石油輸送所有(触媒化成借受)。 カタロイド専用。
558 - 567、日本石油輸送所有(住友ノーガタック → 住友ダウ → 住化エイビーエス・ラテックス → 住化A&L → 日本A&L借受)。 ラテックス専用。
568 - 572、日本石油輸送所有(住友ノーガタック → 住友ダウ → 住化エイビーエス・ラテックス → 住化A&L → 日本A&L借受)。 ラテックス専用。
578、日本石油輸送所有(住友化学借受)。 エチレン酢酸ビニル液専用。
579 - 582、日本化薬 → 大同化成工業所有。 ポリアクリル酸ソーダ水溶液専用。
583 - 586、信越化学所有。 塩化メチレン専用。
587・588、東洋インキ製造所有。 水性印刷用インキ専用。
589 - 598、日本石油輸送所有(旭化成工業 → 旭化成ケミカルズ借受)。 ラテックス専用。
599 - 606、日本石油輸送所有(日本合成ゴム借受)。 ラテックス専用。
↓
(599・600)、日本石油輸送所有(日本A&L借受)。 ラテックス専用。

607・608、日本石油輸送所有( 三工 → 味の素ファインテクノ借受)。 塩化パラフィン専用。
609、東洋インキ製造所有。 印刷用インキ専用。
610、新日鐵化学所有。 トリフェニル専用。
611 - 620、日本石油輸送所有(旭化成工業 → 旭化成ケミカルズ借受)。 ラテックス専用。
621、日本石油輸送所有(住友化学借受)。 エチレン酢酸ビニル液専用。
↓
(621)、日本石油輸送所有(ハイモ借受)。 ハイモロックDR専用。

622、東洋インキ製造所有。 水性印刷用インキ専用。
623、東洋インキ製造所有。 水性印刷用インキ専用。
624 - 630、城南通運所有(宝酒造借受)。 酒類専用。
631 - 637、城南通運所有(宝酒造借受)。 酒類専用。
638 - 647、日本石油輸送所有(東洋曹達工業 → 東ソー借受)。 塩化パラフィン専用。
↓
(638 - 647)、東北東ソー化学借受)。 塩化パラフィン専用。

648、日本石油輸送所有。 水性印刷用インキ専用。
【以後の登録はタンクコンテナ形式変更の為に、登録終了】

## 番台毎の概要【番号系列 1001 - 1050まで】
1001 - 1015、協同リース所有(全農 借受)。 牛乳専用。
↓
(1001 - 1015)、全農 所有。 牛乳専用。
1016 - 1050、所有者 ・ 専用種別不明。
【以後の登録はタンクコンテナ形式変更の為に、登録終了】